# Holywell (Bedfordshire)
Holywell – osada w Anglii, w hrabstwie ceremonialnym Bedfordshire, w dystrykcie (unitary authority) Central Bedfordshire. Leży 33 km na południe od centrum miasta Bedford i 47 km na północny zachód od centrum Londynu.